# Zinella Volley Bologna
El Zinella Volley Bologna fue un equipo de voleibol italiano de la ciudad de Bolonia.

## Historia
Fundada en 1972, gana su primer título italiano en 1983-84 levantando la Copa de Italia y un año más tarde de lleva también su primara y única Liga. En Europa consigue la Recopa de Europa en 1986-87 y en la siguiente  Supercopa de Europa es derrotada por el VC CSKA Moscú. 
En 2010, después de unas fusiones el nuevo equipo la Cuarta División de Italia como Zinella Pallavolo Bologna

## Palmarés
- Campeonato de Italia (1)

1984-85
2° lugar (1) : 1985-86
- Copa de Italia (1)

1983-84
2º lugar (1) : 1987-88
- Recopa de Europa

1986-87
- Supercopa de Europa

2º lugar (3) : 1987